# Portugal au Concours Eurovision de la chanson
Le Portugal participe au Concours Eurovision de la chanson, depuis sa neuvième édition, en 1964, et l'a remporté à une reprise, en 2017.

## Participation
Le pays participe donc depuis 1964 et a manqué cinq éditions du concours : en 1970, 2000, 2002, 2013 et 2016. 
En 1970, le Portugal décida de s'abstenir, mécontent du résultat de l'édition 1969 et du système de vote en usage. En 2000 et 2002, le pays fut relégué, à la suite des résultats obtenus l’année précédente. En 2013, le Portugal décida de se retirer pour des raisons financières. En 2016, le pays se retira à nouveau, sans citer de motif particulier. Ce fut la troisième fois que le Portugal manqua une édition du Concours organisée par la Suède.
Depuis l'instauration des demi-finales, en 2004, le Portugal a participé à neuf finales du concours : en 2008, 2009, 2010, 2017, 2018, 2021, 2022, 2023 et 2024.

## Organisation
La sélection nationale portugaise pour l'Eurovision est le Festival da Canção (le Festival de la Chanson). Il est organisé par la télévision publique portugaise, la RTP. 
Depuis sa première participation, le Portugal a toujours été représenté, sans exception aucune, par des chansons en portugais. Pour l'édition 2021, le pays déroge à son habitude et envoie une chanson en anglais.

## Résultats
Le Portugal a remporté le concours à une reprise, en 2017, avec la chanson Amar pelos dois, interprétée par Salvador Sobral. 
Ce fut la première victoire portugaise au concours après cinquante-trois ans et quarante-neuf participations. Le pays a fait ses débuts en 1964 et détient ainsi le record du plus long intervalle de temps écoulé entre une première participation et une première victoire. Ce record était précédemment détenu par la Finlande.
Ce fut la première victoire d'une chanson en portugais et la première fois depuis 2007 qu'une chanson chantée intégralement dans une autre langue que l'anglais remporta le concours. Le Portugal marqua également un nouveau record de points, surpassant celui de l'Ukraine, en 2016. 
Le pays a en outre remporté une demi-finale, en 2017. Le second meilleur classement du pays en finale est la sixième place de Lúcia Moniz en 1996. Le Portugal a également terminé à la deuxième place de sa demi-finale, en 2008.
A contrario, le Portugal a terminé quatre fois à la dernière place, en finale : en 1964, 1974, 1997 et 2018. Deux de ces dernières places se sont soldées par un nul point : en 1964 et 1997. 
Le Portugal fait partie des huit pays participants à avoir terminé à la dernière place lors de leurs débuts, avec l'Autriche  (en 1957), Monaco (en 1959), Malte (en 1971), la Turquie (en 1975), la Lituanie (en 1994), la Tchéquie (en 2007) et Saint-Marin (en 2008).

## Pays hôte

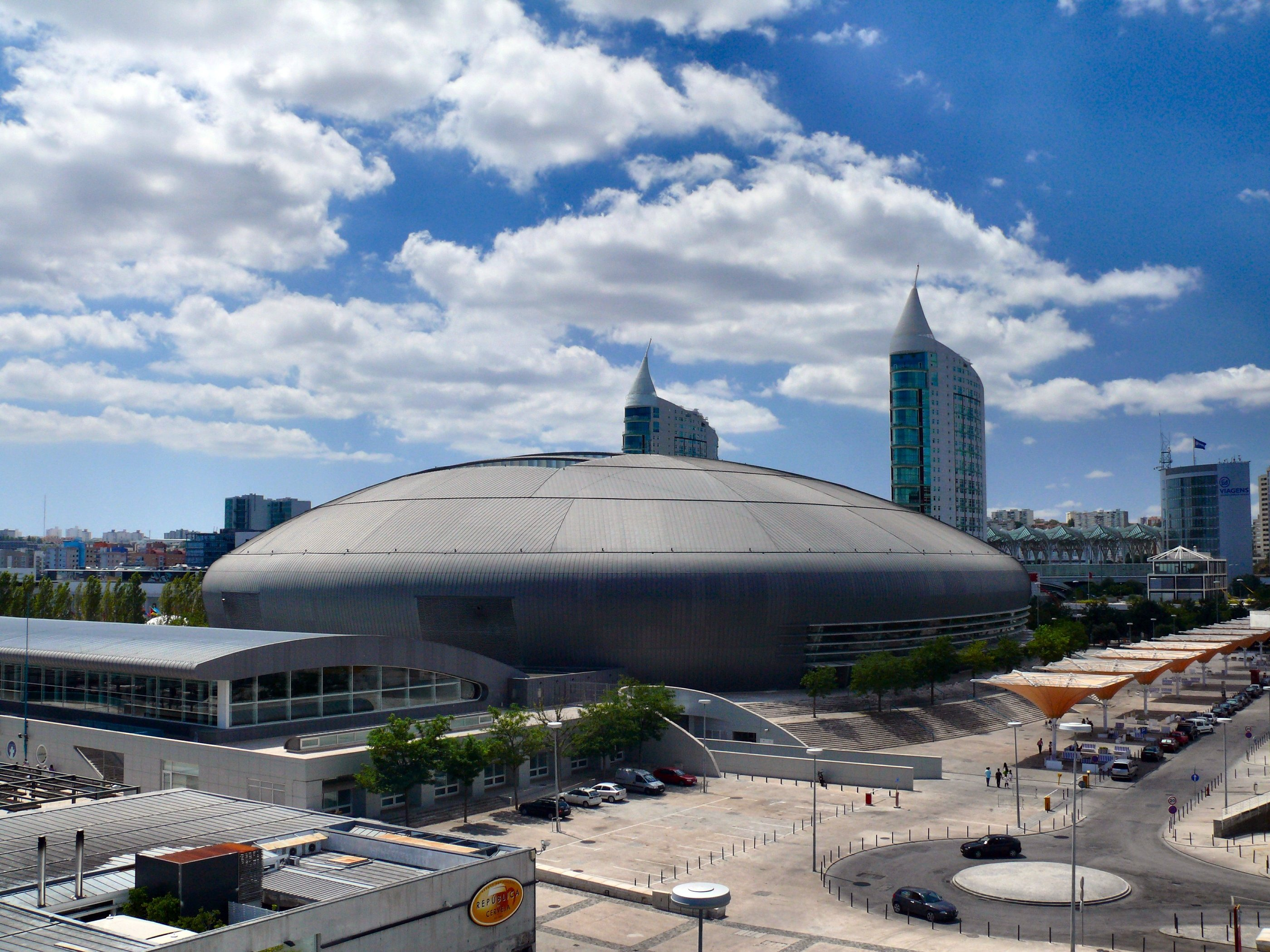
L'Altice Arena de Lisbonne accueille l'Eurovision pour la première fois au Portugal.

Le Portugal a organisé le concours à une reprise, en 2018. 
L'évènement s'est déroulé à l'Altice Arena de Lisbonne les 8, 10 et 12 mai 2018. Daniela Ruah, Catarina Furtado, Sílvia Alberto et Filomena Cautela étaient les quatre présentatrices qui animaient les demi-finales et la finale. Pour la première fois depuis l'édition de 2010, la scène ne comprenait pas d'écrans LED dans le but de « concentrer toute l'attention sur les artistes et leurs chansons » comme l'indiqua Ola Melzig, l'un des producteurs du concours.

## Faits notables
En 1967, le représentant portugais, Eduardo Nascimento, fut le tout premier artiste d'origine angolaise et le tout premier artiste masculin noir à participer au concours.
En 1970, le Portugal se retira tardivement. Le pays avait alors déjà choisi sa chanson : Onde vais rio que eu canto, interprétée par Sergio Borges.
Marcelo Caetano, qui succéda à Salazar, en 1968, à la tête de l'Estado Novo, instaura quelques réformes, dont un allégement de la censure des médias. L'opposition de gauche put ainsi jouer un rôle plus important dans l'écriture des chansons représentant le pays au concours. En 1973, le Portugal fut représenté par la chanson de Fernando Tordo, Tourada (Corrida), qui utilisait la corrida comme une métaphore de la lutte des Portugais contre le régime autoritaire de l'Estado Novo.
En 1974, la chanson portugaise, E depois do adeus, passa à l'histoire comme la seule chanson du concours à avoir lancé une révolution. Quelques semaines après avoir été chantée par le candidat portugais au concours, c'est sa diffusion dans une émission de Radio Renascença qui donne le signal de départ du coup militaire qui renversa la dictature portugaise alors en place, lors de la révolution des Œillets .
En 1975, la chanson portugaise, Madrugada, était un hommage rendu à la révolution des Œillets, qui avait eu lieu l'année précédente. Les responsables du concours eurent le plus grand mal à décourager le représentant portugais, Duarte Mendes à monter sur scène avec son uniforme et son fusil.
En 2017, pour la première fois, le Portugal remporte la victoire au concours avec un record de 758 points, qui devient le record du plus grand nombre de points attribués à une chanson gagnante. En outre, le Portugal est le pays qui détient le record du plus grand nombre d'années d'écart entre sa première participation et sa première victoire (vainqueur à sa quarante-neuvième participation, cinquante-trois ans après sa première apparition en 1964).

## Représentants
| Édition | Année | Artiste(s)          | Chanson                           | Langue(s)                              | Traduction française                                   | Finale                                                 | Finale                                                 | Demi-finale                                            | Demi-finale                                            |
| Édition | Année | Artiste(s)          | Chanson                           | Langue(s)                              | Traduction française                                   | Place                                                  | Points                                                 | Place                                                  | Points                                                 |
| ------- | ----- | ------------------- | --------------------------------- | -------------------------------------- | ------------------------------------------------------ | ------------------------------------------------------ | ------------------------------------------------------ | ------------------------------------------------------ | ------------------------------------------------------ |
| 9e      | 1964  | António Calvário    | Oração                            | Portugais                              | Prière                                                 | 13                                                     | 00                                                     |                                                        |                                                        |
| 10e     | 1965  | Simone de Oliveira  | Sol de inverno                    | Portugais                              | Soleil d'hiver                                         | 13                                                     | 01                                                     |                                                        |                                                        |
| 11e     | 1966  | Madalena Iglésias   | Ele e ela                         | Portugais                              | Lui et elle                                            | 13                                                     | 06                                                     |                                                        |                                                        |
| 12e     | 1967  | Eduardo Nascimento  | O vento mudou                     | Portugais                              | Le vent a changé                                       | 12                                                     | 03                                                     |                                                        |                                                        |
| 13e     | 1968  | Carlos Mendes       | Verão                             | Portugais                              | L'été                                                  | 11                                                     | 05                                                     |                                                        |                                                        |
| 14e     | 1969  | Simone de Oliveira  | Desfolhada portuguesa             | Portugais                              | Effeuillage portugais                                  | 15                                                     | 04                                                     |                                                        |                                                        |
| 15e     | 1970  | Retrait en 1970.    | Retrait en 1970.                  | Retrait en 1970.                       | Retrait en 1970.                                       | Retrait en 1970.                                       | Retrait en 1970.                                       |                                                        |                                                        |
| 16e     | 1971  | Tonicha             | Menina                            | Portugais                              | Jeune fille                                            | 09                                                     | 83                                                     |                                                        |                                                        |
| 17e     | 1972  | Carlos Mendes       | A festa da vida                   | Portugais                              | La fête de la vie                                      | 07                                                     | 90                                                     |                                                        |                                                        |
| 18e     | 1973  | Fernando Tordo      | Tourada                           | Portugais                              | Corrida                                                | 10                                                     | 80                                                     |                                                        |                                                        |
| 19e     | 1974  | Paulo de Carvalho   | E depois do adeus                 | Portugais                              | Et après l'adieu                                       | 14                                                     | 03                                                     |                                                        |                                                        |
| 20e     | 1975  | Duarte Mendes       | Madrugada                         | Portugais                              | Aube                                                   | 16                                                     | 16                                                     |                                                        |                                                        |
| 21e     | 1976  | Carlos do Carmo     | Uma flor de verde pinho           | Portugais                              | Une fleur de pin vert                                  | 12                                                     | 24                                                     |                                                        |                                                        |
| 22e     | 1977  | Os Amigos           | Portugal no coração               | Portugais                              | Portugal dans le cœur                                  | 14                                                     | 18                                                     |                                                        |                                                        |
| 23e     | 1978  | Gemini              | Dai li dou                        | Portugais                              | -                                                      | 17                                                     | 05                                                     |                                                        |                                                        |
| 24e     | 1979  | Manuela Bravo       | Sobe, sobe, balão sobe            | Portugais                              | Monte, monte, ballon, monte                            | 09                                                     | 64                                                     |                                                        |                                                        |
| 25e     | 1980  | José Cid            | Um grande, grande amor            | Portugais                              | Un grand, grand amour                                  | 07                                                     | 71                                                     |                                                        |                                                        |
| 26e     | 1981  | Carlos Paião        | Playback                          | Portugais                              | -                                                      | 18                                                     | 09                                                     |                                                        |                                                        |
| 27e     | 1982  | Doce                | Bem bom                           | Portugais                              | Très bon                                               | 13                                                     | 32                                                     |                                                        |                                                        |
| 28e     | 1983  | Armando Gama        | Esta balada que te dou            | Portugais                              | Cette ballade que je te donne                          | 13                                                     | 33                                                     |                                                        |                                                        |
| 29e     | 1984  | Maria Guinot        | Silêncio e tanta gente            | Portugais                              | Du silence et tant de gens                             | 11                                                     | 38                                                     |                                                        |                                                        |
| 30e     | 1985  | Adelaide            | Penso em ti (eu sei)              | Portugais                              | Je pense à toi (je sais)                               | 18                                                     | 09                                                     |                                                        |                                                        |
| 31e     | 1986  | Dora                | Não sejas mau para mim            | Portugais                              | Ne soit pas méchant avec moi                           | 14                                                     | 28                                                     |                                                        |                                                        |
| 32e     | 1987  | Nevada              | Neste barco à vela                | Portugais                              | Dans ce navire à voile                                 | 18                                                     | 15                                                     |                                                        |                                                        |
| 33e     | 1988  | Dora                | Voltarei                          | Portugais                              | Je reviendrai                                          | 18                                                     | 05                                                     |                                                        |                                                        |
| 34e     | 1989  | Da Vinci            | Conquistador                      | Portugais                              | –                                                      | 16                                                     | 39                                                     |                                                        |                                                        |
| 35e     | 1990  | Nucha               | Há sempre alguém                  | Portugais                              | Il y a toujours quelqu'un                              | 20                                                     | 09                                                     |                                                        |                                                        |
| 36e     | 1991  | Dulce Pontes        | Lusitana paixão                   | Portugais                              | Passion lusitanienne                                   | 08                                                     | 62                                                     |                                                        |                                                        |
| 37e     | 1992  | Dina                | Amor d'água fresca                | Portugais                              | Un amour d'eau fraîche                                 | 17                                                     | 26                                                     |                                                        |                                                        |
| 38e     | 1993  | Anabela             | A cidade (até ser dia)            | Portugais                              | La ville (jusqu'à l'aube)                              | 10                                                     | 60                                                     |                                                        |                                                        |
| 39e     | 1994  | Sara Tavares        | Chamar a música                   | Portugais                              | Appeler la musique                                     | 08                                                     | 73                                                     |                                                        |                                                        |
| 40e     | 1995  | Tó Cruz             | Baunilha e chocolate              | Portugais                              | Vanille et chocolat                                    | 21                                                     | 05                                                     |                                                        |                                                        |
| 41e     | 1996  | Lúcia Moniz         | O meu coração não tem cor         | Portugais                              | Mon cœur n'a pas de couleur                            | 06                                                     | 92                                                     | 18                                                     | 32                                                     |
| 42e     | 1997  | Célia Lawson        | Antes do adeus                    | Portugais                              | Avant l'adieu                                          | 24                                                     | 00                                                     |                                                        |                                                        |
| 43e     | 1998  | Alma Lusa           | Se eu te pudesse abraçar          | Portugais                              | Si je pouvais t'embrasser                              | 12                                                     | 36                                                     |                                                        |                                                        |
| 44e     | 1999  | Rui Bandeira        | Como tudo começou                 | Portugais                              | Comment tout a commencé                                | 21                                                     | 12                                                     |                                                        |                                                        |
| 45e     | 2000  | Relégation en 2000. | Relégation en 2000.               | Relégation en 2000.                    | Relégation en 2000.                                    | Relégation en 2000.                                    | Relégation en 2000.                                    |                                                        |                                                        |
| 46e     | 2001  | MTM                 | Eu só sei ser feliz assim         | Portugais                              | C'est la seule manière que je connaisse d'être heureux | 17                                                     | 18                                                     |                                                        |                                                        |
| 47e     | 2002  | Relégation en 2002. | Relégation en 2002.               | Relégation en 2002.                    | Relégation en 2002.                                    | Relégation en 2002.                                    | Relégation en 2002.                                    |                                                        |                                                        |
| 48e     | 2003  | Rita Guerra         | Deixa-me sonhar (só mais uma vez) | Portugais, anglais                     | Laisse-moi rêver (seulement une fois de plus)          | 22                                                     | 13                                                     |                                                        |                                                        |
| 49e     | 2004  | Sofia Vitória       | Foi magia                         | Portugais                              | C'était magique                                        |                                                        |                                                        | 15                                                     | 38                                                     |
| 50e     | 2005  | 2B                  | Amar                              | Portugais                              | Aimer                                                  |                                                        |                                                        | 17                                                     | 51                                                     |
| 51e     | 2006  | Nonstop             | Coisas de nada                    | Portugais, anglais                     | Des choses sans importance                             |                                                        |                                                        | 19                                                     | 26                                                     |
| 52e     | 2007  | Sabrina             | Dança comigo (Vem ser feliz)      | Portugais, espagnol, français, anglais | Danse avec moi (Viens être heureux)                    |                                                        |                                                        | 11                                                     | 88                                                     |
| 53e     | 2008  | Vânia Fernandes     | Senhora do mar (Negras águas)     | Portugais                              | Dame de la mer (Eaux noires)                           | 13                                                     | 69                                                     | 02                                                     | 120                                                    |
| 54e     | 2009  | Flor-de-Lis         | Todas as ruas do amor             | Portugais                              | Toutes les rues de l'amour                             | 15                                                     | 57                                                     | 08                                                     | 70                                                     |
| 55e     | 2010  | Filipa Azevedo      | Há dias assim                     | Portugais                              | Il y a des jours comme ça                              | 18                                                     | 43                                                     | 04                                                     | 89                                                     |
| 56e     | 2011  | Homens da Luta      | A luta é alegria                  | Portugais                              | La lutte, c'est la joie                                |                                                        |                                                        | 18                                                     | 22                                                     |
| 57e     | 2012  | Filipa Sousa        | Vida minha                        | Portugais                              | Ma vie                                                 |                                                        |                                                        | 13                                                     | 39                                                     |
| 58e     | 2013  | Retrait en 2013.    | Retrait en 2013.                  | Retrait en 2013.                       | Retrait en 2013.                                       | Retrait en 2013.                                       | Retrait en 2013.                                       | Retrait en 2013.                                       | Retrait en 2013.                                       |
| 59e     | 2014  | Suzy                | Quero ser tua                     | Portugais                              | Je veux être à toi                                     |                                                        |                                                        | 11                                                     | 39                                                     |
| 60e     | 2015  | Leonor Andrade      | Há um mar que nos separa          | Portugais                              | Il y a une mer qui nous sépare                         |                                                        |                                                        | 14                                                     | 19                                                     |
| 61e     | 2016  | Retrait en 2016.    | Retrait en 2016.                  | Retrait en 2016.                       | Retrait en 2016.                                       | Retrait en 2016.                                       | Retrait en 2016.                                       | Retrait en 2016.                                       | Retrait en 2016.                                       |
| 62e     | 2017  | Salvador Sobral     | Amar pelos dois                   | Portugais                              | Aimer pour deux                                        | 01                                                     | 758                                                    | 01                                                     | 370                                                    |
| 63e     | 2018  | Cláudia Pascoal     | O Jardim                          | Portugais                              | Le jardin                                              | 26                                                     | 39                                                     |                                                        |                                                        |
| 64e     | 2019  | Conan Osíris        | Telemóveis                        | Portugais                              | Téléphones                                             |                                                        |                                                        | 15                                                     | 51                                                     |
| 65e     | 2020  | Elisa               | Medo de sentir                    | Portugais                              | La peur de ressentir                                   | Concours annulé à la suite de la pandémie de COVID-19. | Concours annulé à la suite de la pandémie de COVID-19. | Concours annulé à la suite de la pandémie de COVID-19. | Concours annulé à la suite de la pandémie de COVID-19. |
| 65e     | 2021  | The Black Mamba     | Love Is on My Side                | Anglais                                | L'amour est de mon côté                                | 12                                                     | 153                                                    | 04                                                     | 239                                                    |
| 66e     | 2022  | MARO                | Saudade, saudade                  | Anglais, portugais                     | Nostalgie, nostalgie                                   | 09                                                     | 207                                                    | 04                                                     | 208                                                    |
| 67e     | 2023  | Mimicat             | Ai Coração                        | Portugais                              | Oh mon cœur                                            | 23                                                     | 59                                                     | 09                                                     | 74                                                     |
| 68e     | 2024  | iolanda             | Grito                             | Portugais                              | Mon cri                                                | 10                                                     | 152                                                    | 08                                                     | 58                                                     |
| 69e     | 2025  | NAPA                | Deslocado                         | Portugais                              | Déplacé                                                | 21                                                     | 50                                                     | 09                                                     | 56                                                     |

- Première place
- Deuxième place
- Troisième place
- Dernière place
- Portugal organisateur

 Qualification automatique en finale
 Élimination en demi-finale

## Galerie

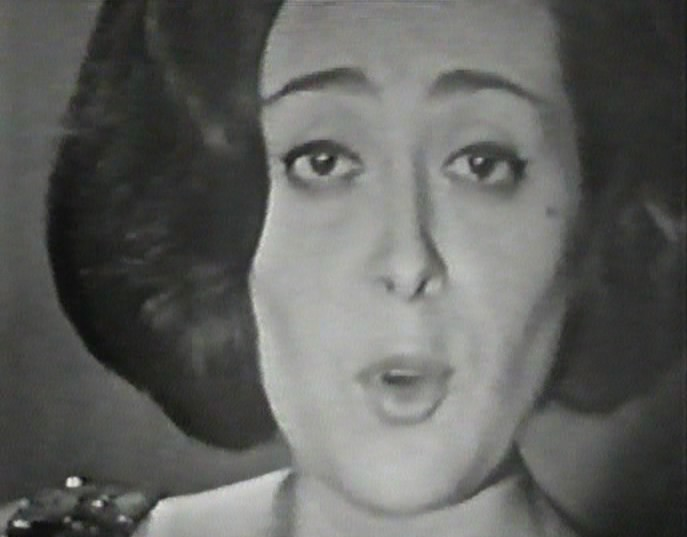
Simone de Oliveira à Naples (1965)
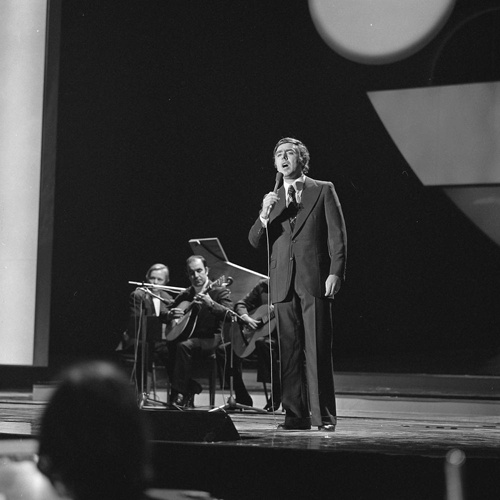
Carlos do Carmo à la Haye (1976)
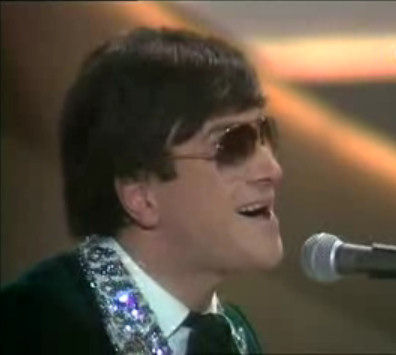
José Cid à La Hague (1980)
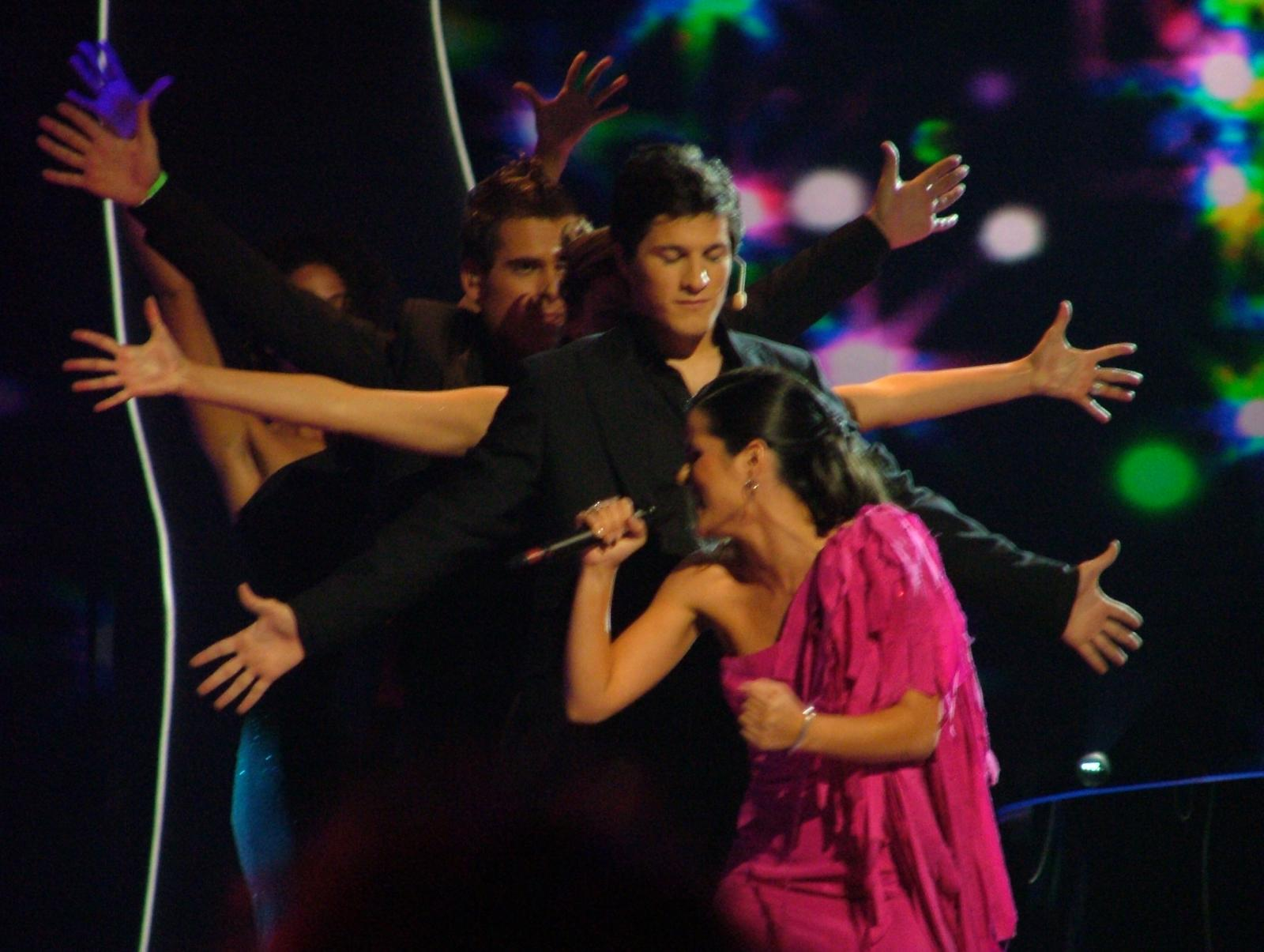
Sofia Vitória à Istanbul (2004)
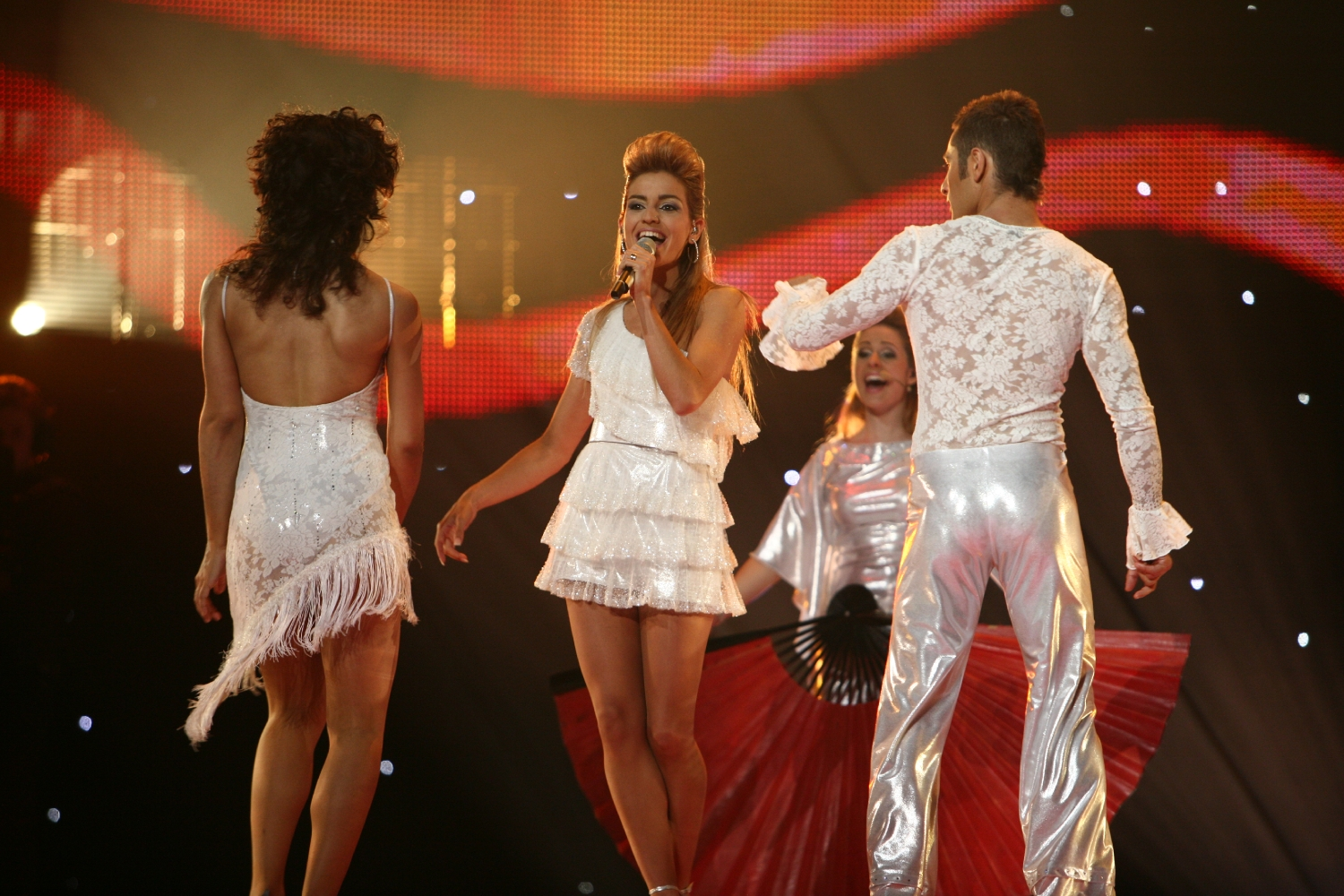
Sabrina à Helsinki (2007)
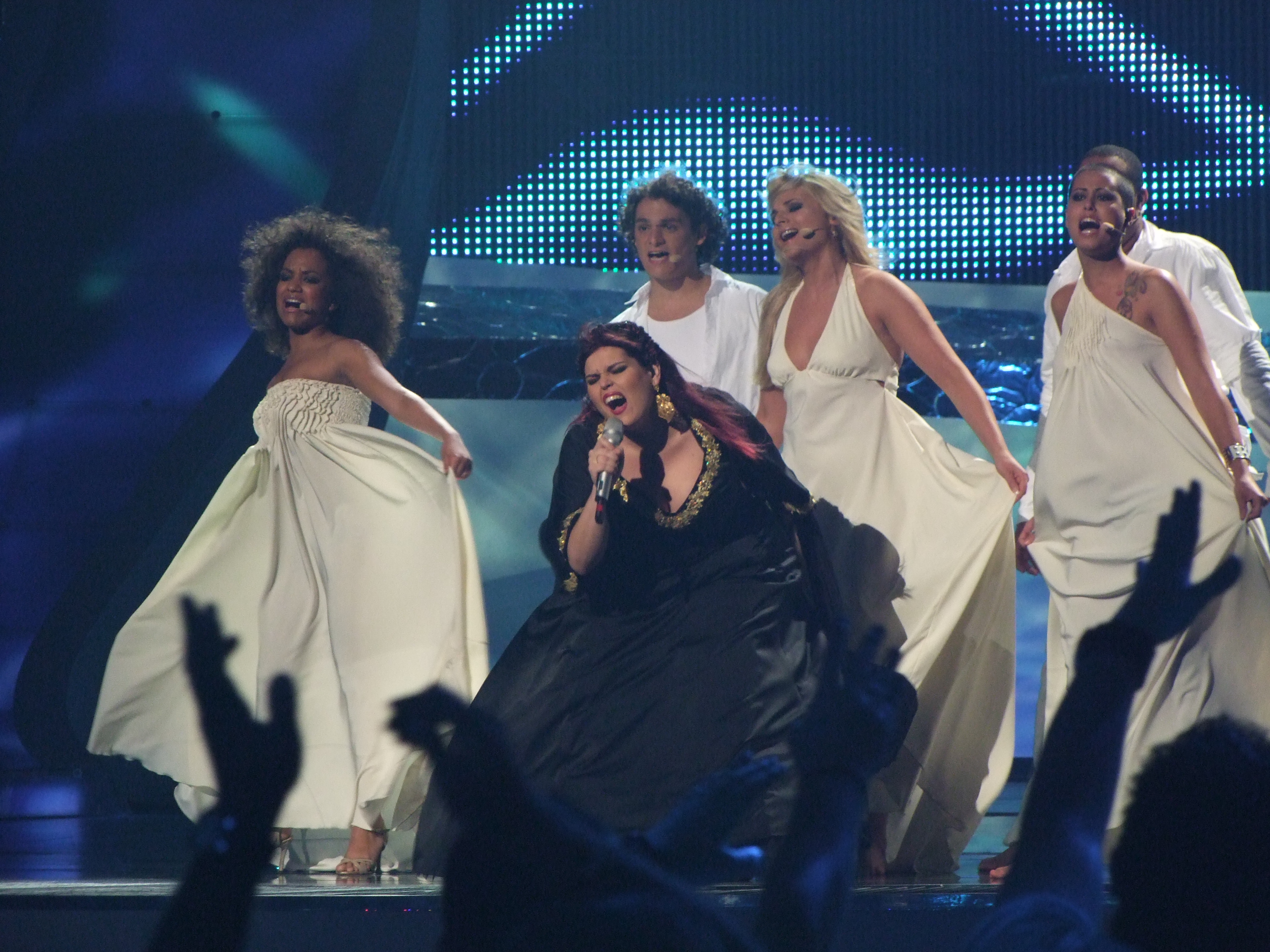
Vânia Fernandes à Belgrade (2008)
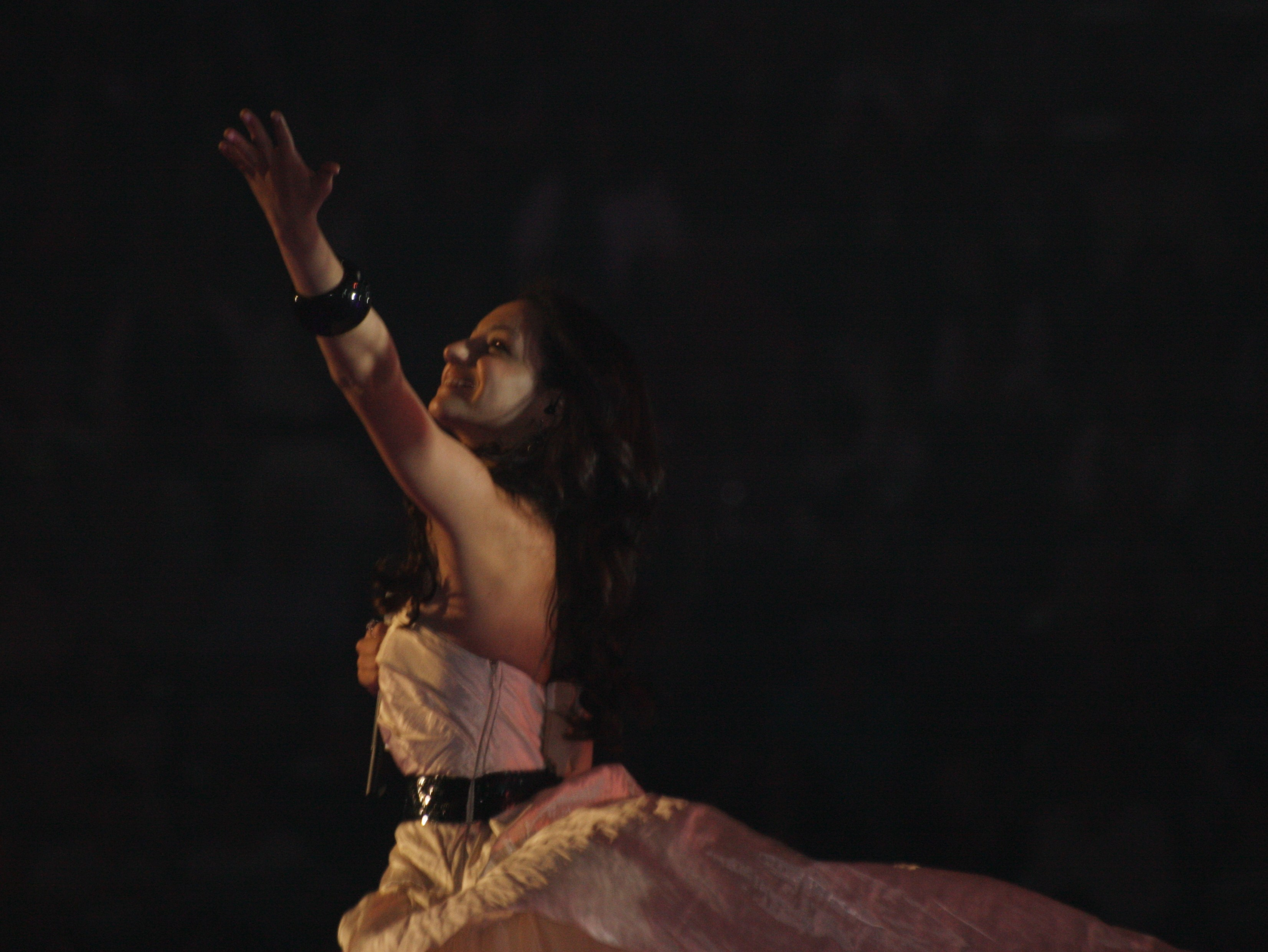
Filipa Azevedo à Oslo 2010
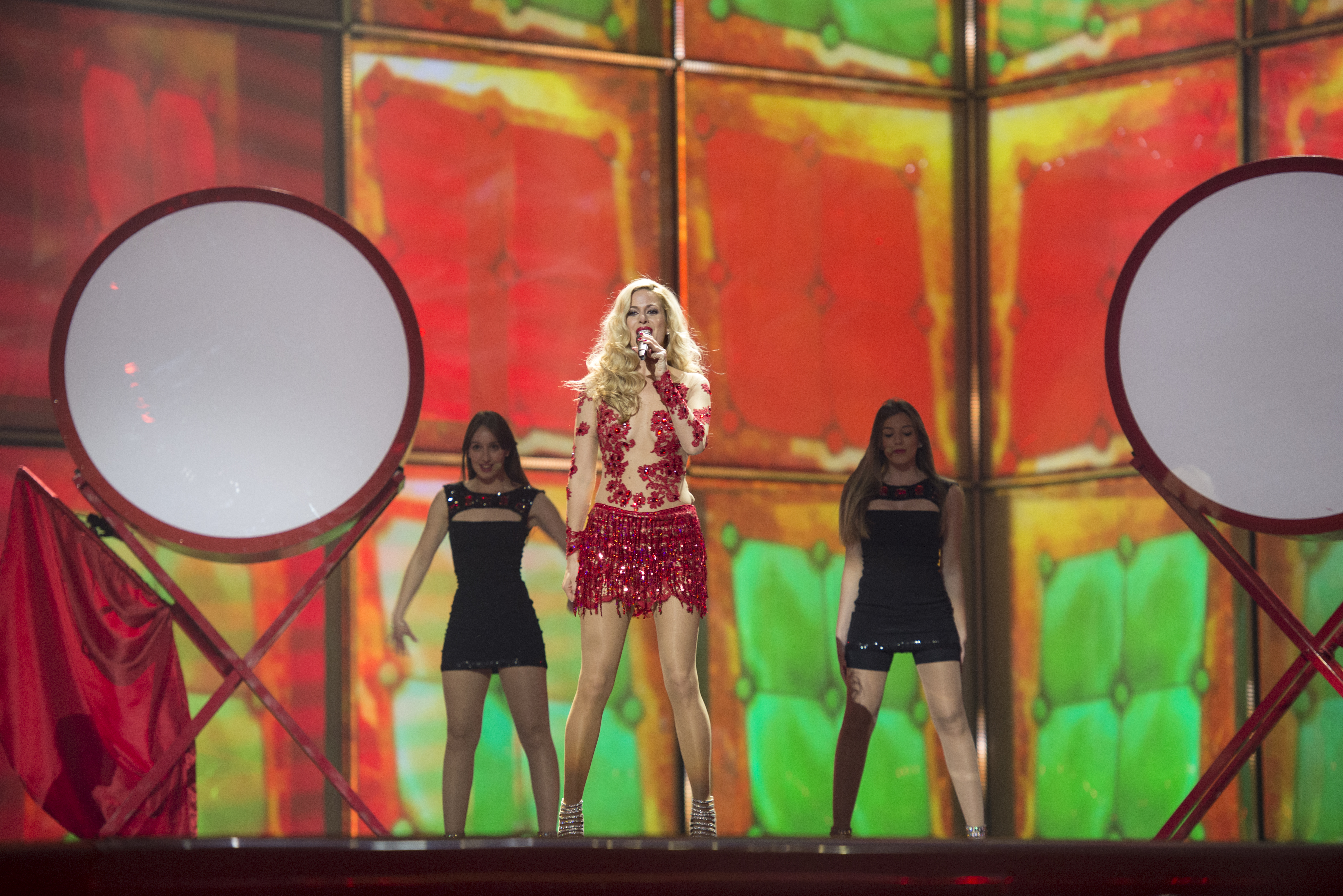
Suzy à Copenhague (2014)
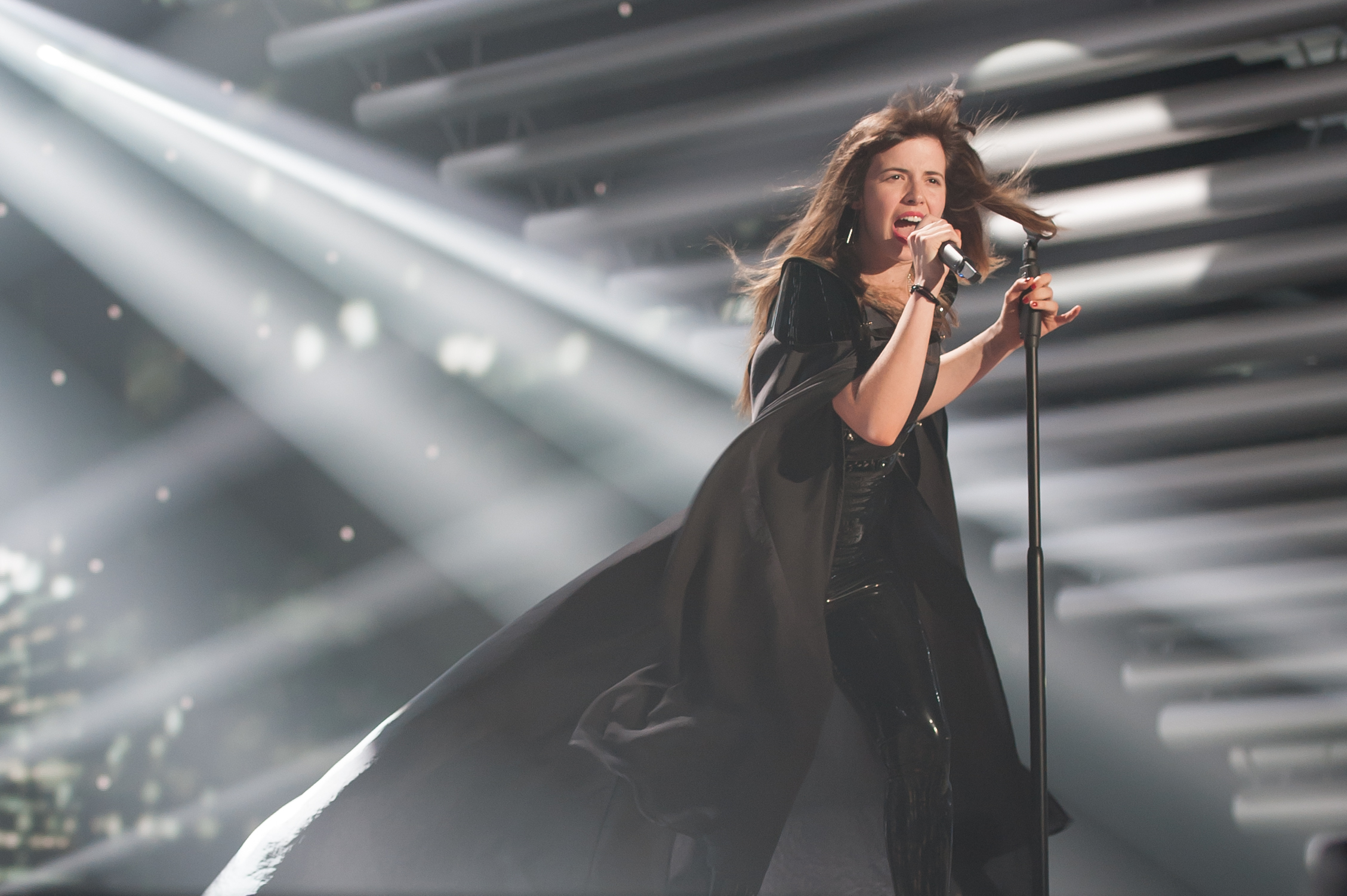
Leonor Andrade à Vienne (2015)
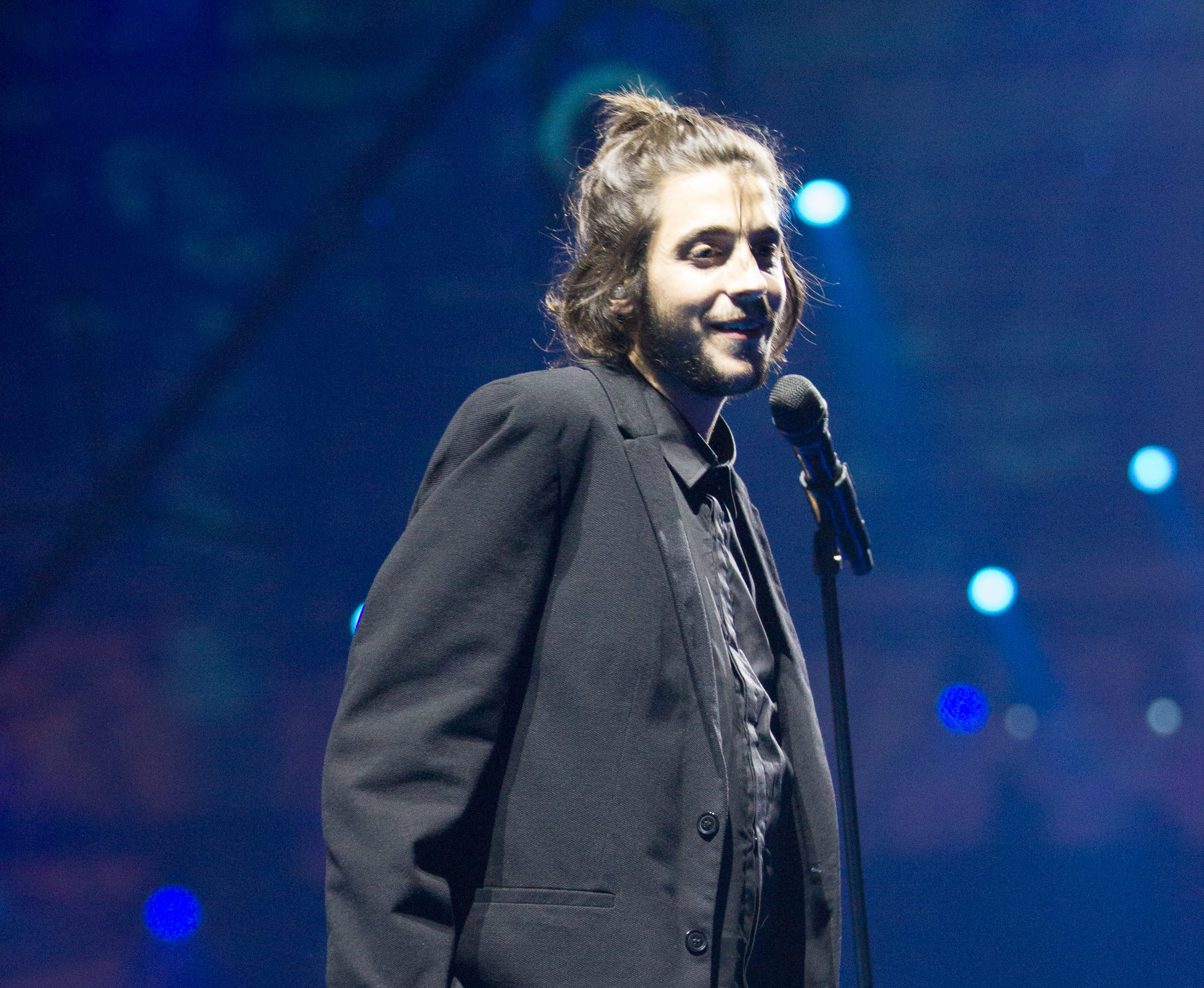
Salvador Sobral à Kiev (2017)
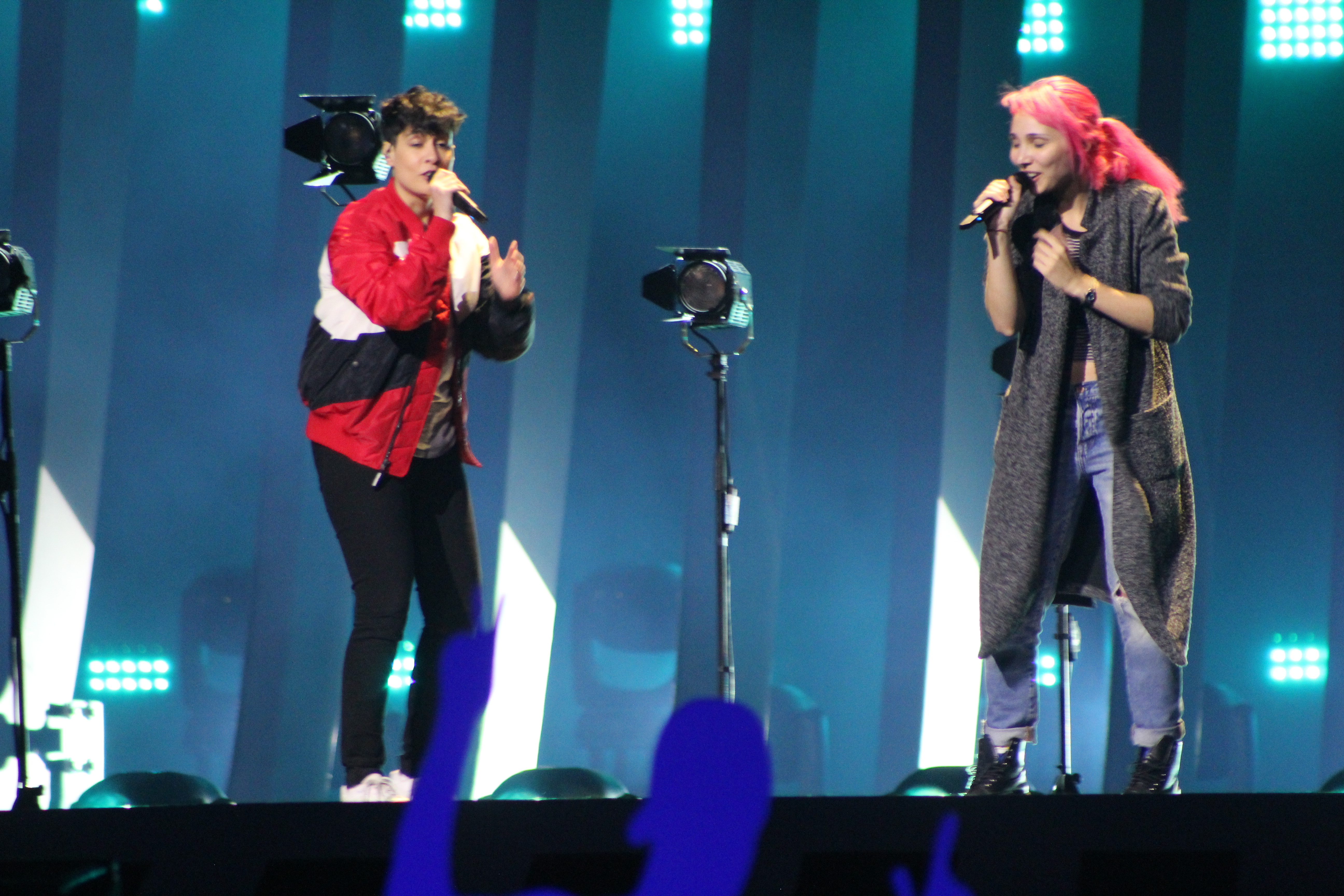
Cláudia Pascoal à Lisbonne (2018)
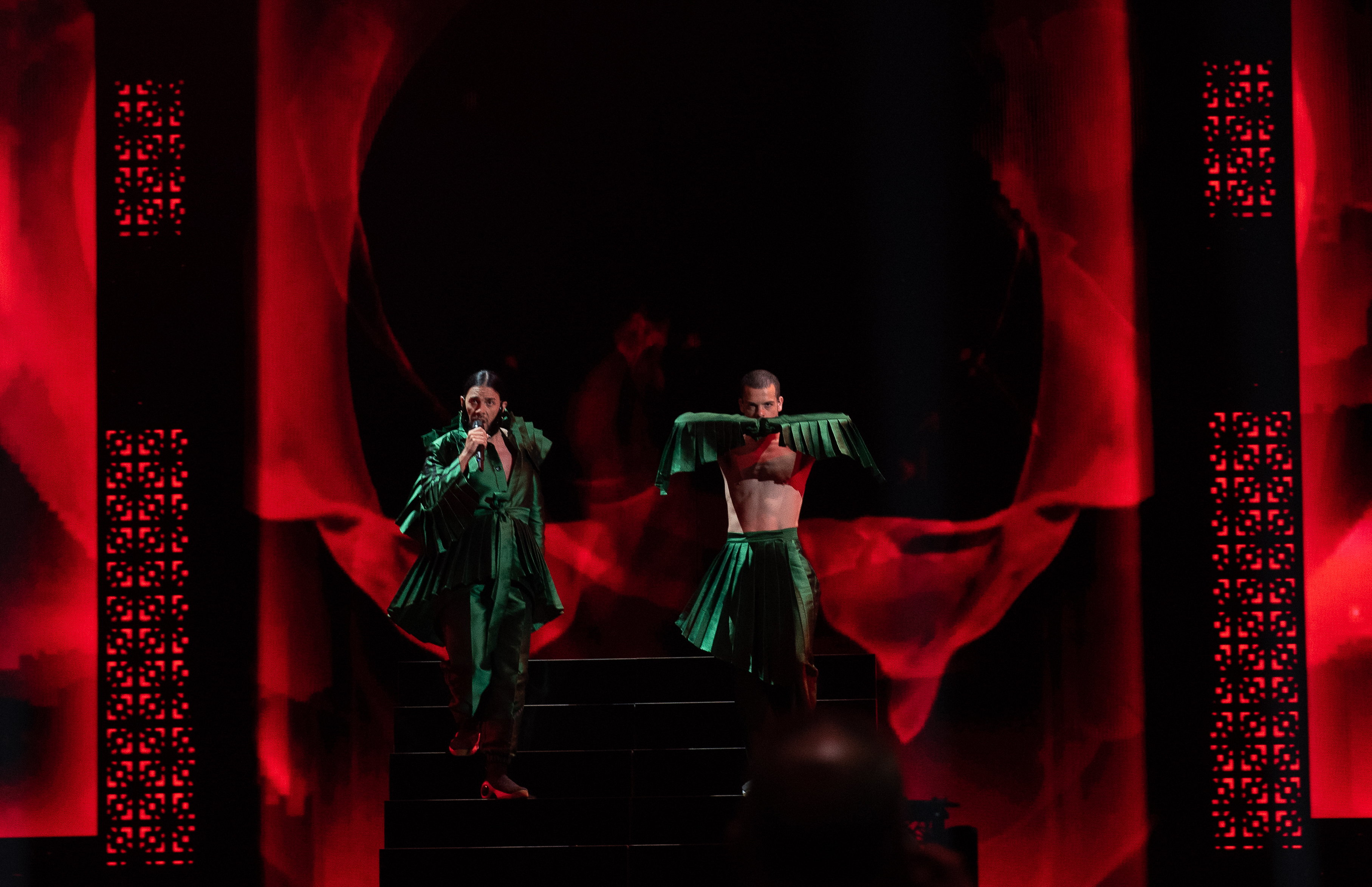
Conan Osíris à Tel Aviv (2019)
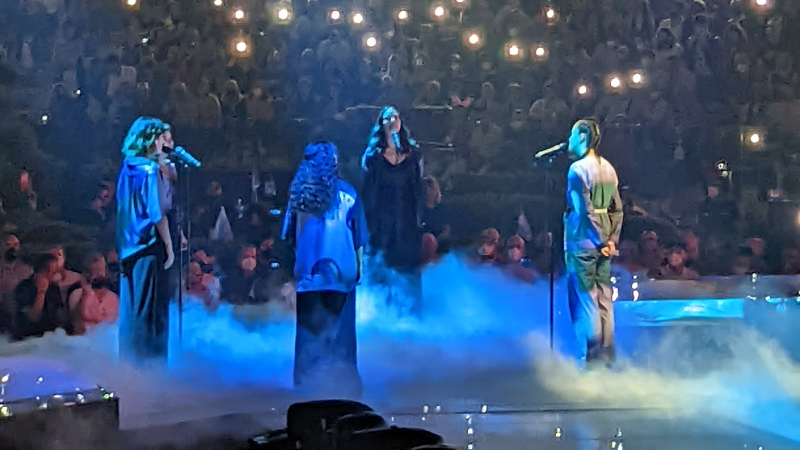
Maro à Turin (2022)
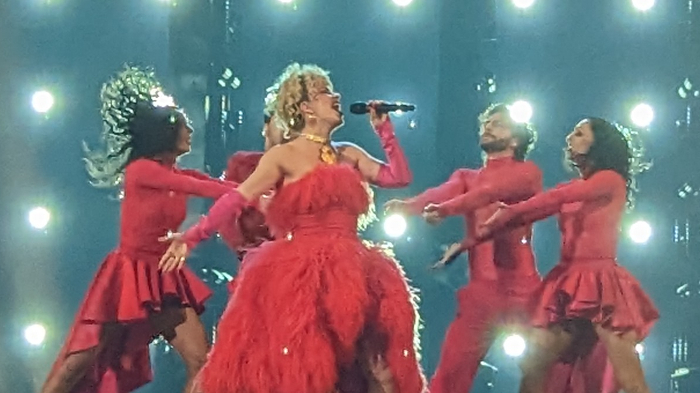
Mimicat à Liverpool (2023)
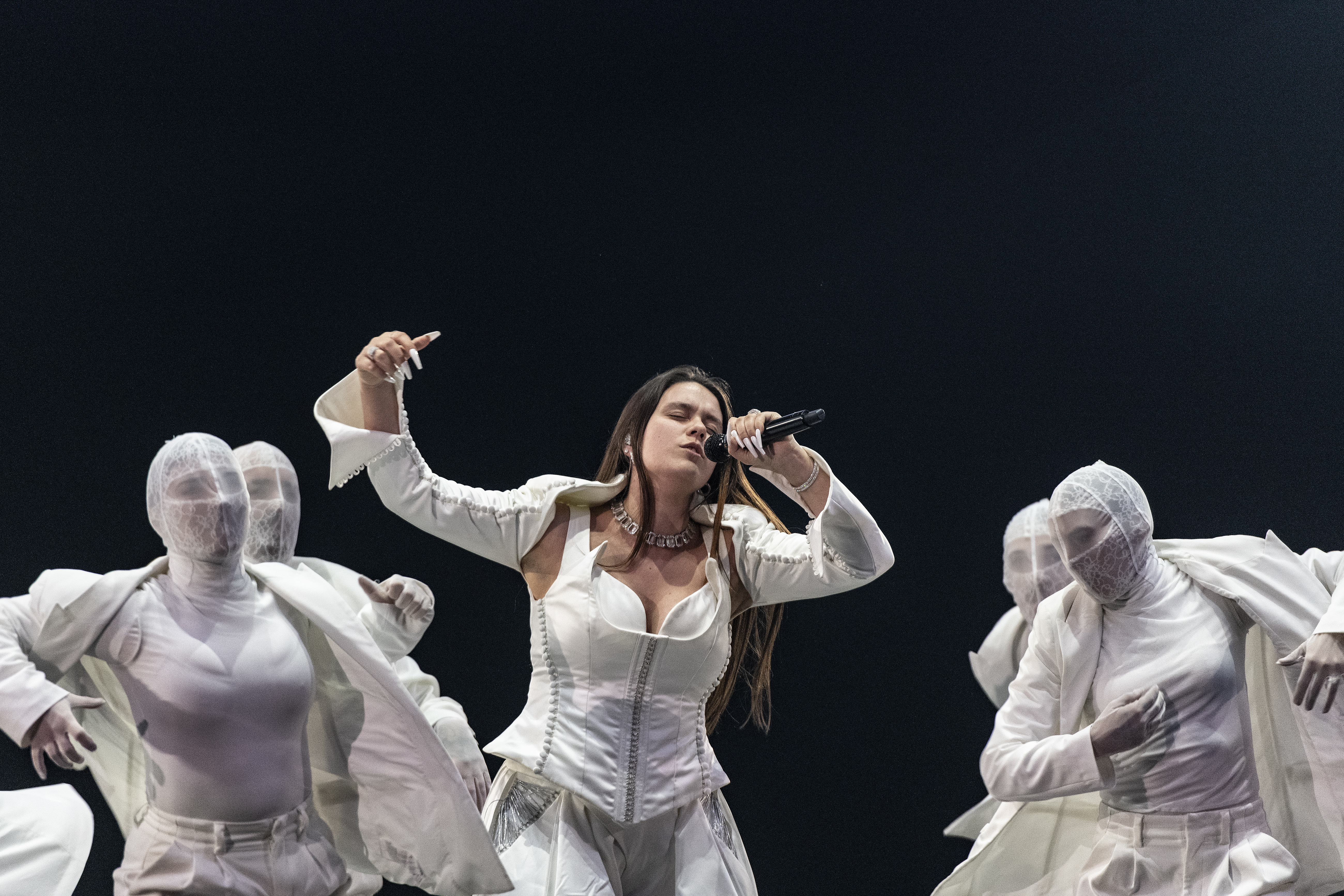
Iolanda à Malmö (2024)
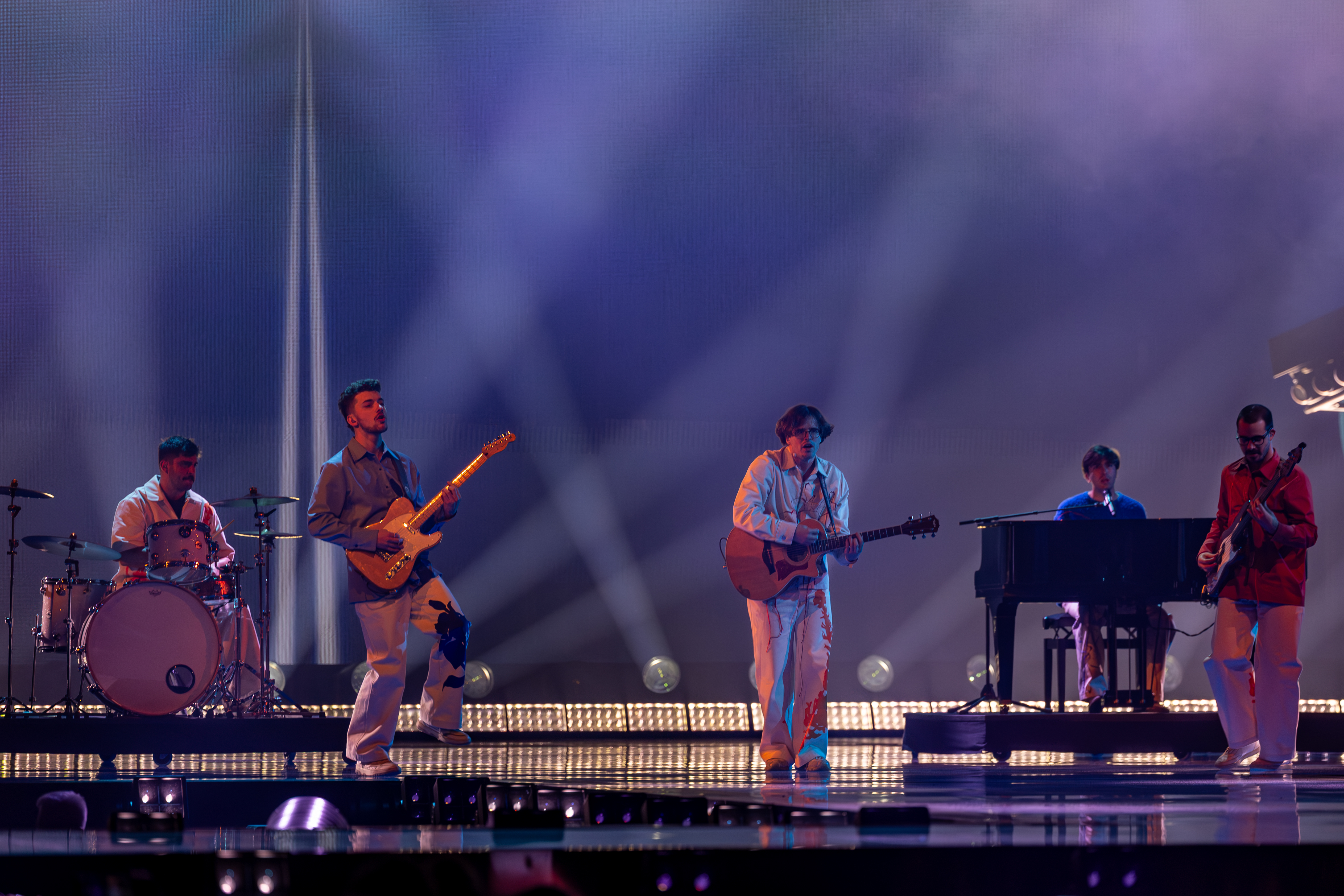
NAPA à Bâle (2025)

## Chefs d'orchestre, commentateurs et porte-paroles
| Année | Chef d'orchestre         | Commentateur(s)                   | Porte-parole              |
| ----- | ------------------------ | --------------------------------- | ------------------------- |
| 1964  | Kai Mortensen            | Gomes Ferreira                    | Maria Manuela Furtado     |
| 1965  | Fernando de Carvalho     | Henrique Mendes                   | Maria Manuela Furtado     |
| 1966  | Jorge Costa Pinto        | Henrique Mendes                   | Maria Manuela Furtado     |
| 1967  | Armando Tavares Belo     | Henrique Mendes                   | Maria Manuela Furtado     |
| 1968  | Joaquim Luís Gomes       | Fialho Gouveia                    | Maria Manuela Furtado     |
| 1969  | Ferrer Trindade          | Henrique Mendes                   | Maria Manuela Furtado     |
| 1970  | retrait                  | Henrique Mendes                   | retrait                   |
| 1971  | Jorge Costa Pinto        | Henrique Mendes                   | -                         |
| 1972  | Richard Hill             | Henrique Mendes                   | -                         |
| 1973  | Jorge Costa Pinto        | Artur Agostinho                   | -                         |
| 1974  | José Calvário            | Artur Agostinho                   | Henrique Mendes           |
| 1975  | Pedro Osório             | Júlio Isidro                      | Ana Zanatti               |
| 1976  | Thilo Krassman           | ?                                 | Ana Zanatti               |
| 1977  | José Calvário            | ?                                 | Ana Zanatti               |
| 1978  | Thilo Krassman           | Eládio Clímaco                    | Ana Zanatti               |
| 1979  | Thilo Krassman           | Fialho Gouveia                    | João Abel da Fonseca      |
| 1980  | Jorge Machado            | Eládio Clímaco                    | Teresa Cruz               |
| 1981  | Shegundo Galarza         | ?                                 | Margarida Mercês de Mello |
| 1982  | Luís Duarte              | Fialho Gouveia                    | Margarida Mercês de Mello |
| 1983  | Mike Sergeant            | Eládio Clímaco                    | João Abel Fonseca         |
| 1984  | Pedro Osório             | Fialho Gouveia                    | Eládio Clímaco            |
| 1985  | José Calvário            | Eládio Clímaco                    | Maria Margarida Gaspar    |
| 1986  | Colin Frechter           | Fialho Gouveia                    | Margarida Mercês de Mello |
| 1987  | Jaime Oliveira           | Maria Margarida Gaspar            | Ana Zanatti               |
| 1988  | José Calvário            | Margarida Mercês de Mello         | Maria Margarida Gaspar    |
| 1989  | Luís Duarte              | Ana Zanatti                       | Margarida Mercês de Mello |
| 1990  | Carlos Alberto Moniz     | Ana do Carmo                      | João Abel Fonseca         |
| 1991  | Fernando Correia Martins | Ana do Carmo                      | Maria Margarida Gaspar    |
| 1992  | Carlos Alberto Moniz     | Eládio Clímaco                    | Ana Zanatti               |
| 1993  | Armindo Neves            | Isabel Bahia                      | Margarida Mercês de Mello |
| 1994  | Thilo Krassman           | Eládio Clímaco                    | Isabel Bahia              |
| 1995  | Thilo Krassman           | Ana do Carmo                      | Serenella Andrade         |
| 1996  | Pedro Osório             | Maria Margarida Gaspar            | Cristina Rocha            |
| 1997  | Thilo Krassman           | Carlos Ribeiro                    | Cristina Rocha            |
| 1998  | Mike Sergeant            | Rui Unas                          | Lúcia Moniz               |
| 1999  | -                        | Rui Unas                          | Manuel Luís Goucha        |
| 2000  | -                        | Eládio Clímaco                    | relégation                |
| 2001  | -                        | Eládio Clímaco                    | Margarida Mercês de Mello |
| 2002  | -                        | Eládio Clímaco                    | relégation                |
| 2003  | -                        | Margarida Mercês de Mello         | Helena Ramos              |
| 2004  | -                        | Eládio Clímaco                    | Isabel Angelino           |
| 2005  | -                        | Eládio Clímaco                    | Isabel Angelino           |
| 2006  | -                        | Eládio Clímaco                    | Cristina Alves            |
| 2007  | -                        | Isabel Angelino & Jorge Gabriel   | Francisco Mendes          |
| 2008  | -                        | Isabel Angelino                   | Sabrina                   |
| 2009  | -                        | Hélder Reis                       | Helena Coelho             |
| 2010  | -                        | Sérgio Mateus                     | Ana Galvão                |
| 2011  | -                        | Sílvia Alberto                    | Joana Teles               |
| 2012  | -                        | Pedro Granger                     | Joana Teles               |
| 2013  | -                        | Sílvia Alberto                    | retrait                   |
| 2014  | -                        | Sónia Araújo                      | Joana Teles               |
| 2015  | -                        | Hélder Reis & Ramon Galarza       | Suzy                      |
| 2016  | -                        | Hélder Reis                       | retrait                   |
| 2017  | -                        | José Carlos Malato & Nuno Galopim | Filomena Cautela          |
| 2018  | -                        | Hélder Reis & Nuno Galopim        | Pedro Fernandes           |
| 2019  | -                        | José Carlos Malato & Nuno Galopim | Inês Lopes Gonçalves      |
| 2021  | -                        | José Carlos Malato & Nuno Galopim | Elisa Silva               |
| 2022  | -                        | Nuno Galopim                      | Pedro Tatanka             |
| 2023  | -                        | José Carlos Malato, Nuno Galopim  | Maro                      |

## Historique de vote
Depuis 1975, le Portugal a attribué en finale le plus de points à :
| Rang | Pays        | Points |
| ---- | ----------- | ------ |
| 1    | Italie      | 245    |
| 2    | Espagne     | 228    |
| 3    | Royaume-Uni | 178    |
| 4    | Allemagne   | 167    |
| 5    | France      | 163    |
| 6    | Suède       | 152    |
| 6    | Ukraine     | 152    |
| 8    | Israël      | 134    |
| 9    | Suisse      | 136    |
| 10   | Irlande     | 131    |

Depuis 1975, le Portugal a reçu en finale le plus de points de la part de :
| Rang | Pays       | Points |
| ---- | ---------- | ------ |
| 1    | France     | 223    |
| 2    | Espagne    | 164    |
| 3    | Suisse     | 148    |
| 4    | Pays-Bas   | 112    |
| 5    | Islande    | 87     |
| 6    | Grèce      | 76     |
| 7    | Norvège    | 70     |
| 8    | Luxembourg | 68     |
| 9    | Lituanie   | 66     |
| 10   | Allemagne  | 65     |
| 10   | Suède      | 65     |

### 12 Points
Légende
 Vainqueur - Le Portugal a donné 12 points à la chanson victorieuse / Le Portugal a reçu 12 points et a gagné le concours
 2e place - Le Portugal a donné 12 points à la chanson arrivée à la seconde place / Le Portugal a reçu 12 points et est arrivé deuxième
 3e place - Le Portugal a donné 12 points à la chanson arrivée à la troisième place / Le Portugal a reçu 12 points et est arrivé troisième
 Qualifiée - Le Portugal a donné 12 points à une chanson parvenue à se qualifier pour la finale / Le Portugal a reçu 12 points et s'est qualifié pour la finale
 Non-qualifiée - Le Portugal a donné 12 points à une chanson éliminée durant les demi-finales / Le Portugal a reçu 12 points mais n'est pas parvenu à se qualifier pour la finale
| Année         | Attribués   | Attribués           | Reçus | Reçus                                                                         |
| Année         | Finale      | Demi-Finale         | Finale | Demi-Finale                                                                   |
| 1975          | France      | Pas de demi-finales | Turquie | Pas de demi-finales                                                           |
| 1976          | Royaume-Uni | Pas de demi-finales | France | Pas de demi-finales                                                           |
| 1977          | Royaume-Uni | Pas de demi-finales | Aucun | Pas de demi-finales                                                           |
| 1978          | Luxembourg  | Pas de demi-finales | Aucun | Pas de demi-finales                                                           |
| 1979          | Israël      | Pas de demi-finales | Aucun | Pas de demi-finales                                                           |
| 1980          | Italie      | Pas de demi-finales | Aucun | Pas de demi-finales                                                           |
| 1981          | Allemagne   | Pas de demi-finales | Aucun | Pas de demi-finales                                                           |
| 1982          | Allemagne   | Pas de demi-finales | Aucun | Pas de demi-finales                                                           |
| 1983          | Luxembourg  | Pas de demi-finales | Aucun | Pas de demi-finales                                                           |
| 1984          | Espagne     | Pas de demi-finales | Aucun | Pas de demi-finales                                                           |
| 1985          | Italie      | Pas de demi-finales | Aucun | Pas de demi-finales                                                           |
| 1986          | Belgique    | Pas de demi-finales | Aucun | Pas de demi-finales                                                           |
| 1987          | Italie      | Pas de demi-finales | Aucun | Pas de demi-finales                                                           |
| 1988          | Suisse      | Pas de demi-finales | Aucun | Pas de demi-finales                                                           |
| 1989          | Royaume-Uni | Pas de demi-finales | Aucun | Pas de demi-finales                                                           |
| 1990          | Islande     | Pas de demi-finales | Aucun | Pas de demi-finales                                                           |
| 1991          | Italie      | Pas de demi-finales | Aucun | Pas de demi-finales                                                           |
| 1992          | Malte       | Pas de demi-finales | Aucun | Pas de demi-finales                                                           |
| 1993          | France      | Pas de demi-finales | Espagne Pays-Bas | Pas de demi-finales                                                           |
| 1994          | Irlande     | Pas de demi-finales | Espagne | Pas de demi-finales                                                           |
| 1995          | Norvège     | Pas de demi-finales | Aucun | Pas de demi-finales                                                           |
| 1996          | Royaume-Uni | Pas de demi-finales | Chypre Norvège | Pas de demi-finales                                                           |
| 1997          | Italie      | Pas de demi-finales | Aucun | Pas de demi-finales                                                           |
| 1998          | Israël      | Pas de demi-finales | Aucun | Pas de demi-finales                                                           |
| 1999          | Allemagne   | Pas de demi-finales | France | Pas de demi-finales                                                           |
| 2001          | France      | Pas de demi-finales | France | Pas de demi-finales                                                           |
| 2003          | Espagne     | Pas de demi-finales | Aucun | Pas de demi-finales                                                           |
| 2004          | Espagne     | Ukraine             | Non qualifiée | Andorre                                                                       |
| 2005          | Roumanie    | Belgique            | Non qualifiée | Allemagne France Suisse                                                       |
| 2006          | Ukraine     | Suède               | Non qualifiée | Andorre                                                                       |
| 2007          | Ukraine     | Moldavie            | Non qualifiée | Andorre                                                                       |
| 2008          | Ukraine     | Ukraine             | Aucun | France Suisse                                                                 |
| 2009          | Moldavie    | Islande             | Aucun | Andorre                                                                       |
| 2010          | Espagne     | Belgique            | Aucun | Espagne                                                                       |
| 2011          | Espagne     | Grèce               | Non qualifiée | Aucun                                                                         |
| 2012          | Espagne     | Estonie             | Non qualifiée | Aucun                                                                         |
| 2014          | Autriche    | Pays-Bas            | Non qualifiée | Aucun                                                                         |
| 2015          | Italie      | Suède               | Non qualifiée | Aucun                                                                         |
| 2017 Jury     | Azerbaïdjan | République tchèque  | Arménie Espagne France Géorgie Hongrie Islande Israël Lettonie Lituanie Pays-Bas Pologne République tchèque Royaume-Uni Saint-Marin Serbie Slovénie Suède Suisse | Azerbaïdjan Espagne Géorgie Islande Lettonie Moldavie Pologne                 |
| 2017 Télévote | Moldavie    | Moldavie            | Allemagne Autriche Belgique Espagne Finlande France Islande Israël Lituanie Norvège Pays-Bas Suisse                                                              | Azerbaïdjan Belgique Espagne Finlande Islande Lettonie Pologne Slovénie Suède |
| 2018 Jury     | Estonie     | Lituanie            | Aucun | Qualifiée d'Office                                                            |
| 2018 Télévote | Espagne     | Estonie             | Aucun | Qualifiée d'Office                                                            |
| 2019 Jury     | Pays-Bas    | République tchèque  | Non qualifiée | Aucun                                                                         |
| 2019 Télévote | Espagne     | Estonie             | Non qualifiée | Espagne France                                                                |
| 2021 Jury     | Bulgarie    | Bulgarie            | République tchèque | République tchèque                                                            |
| 2021 Télévote | France      | Moldavie            | Aucun | Espagne                                                                       |
| 2022 Jury     | Espagne     | Lettonie            | Aucun | Croatie                                                                       |
| 2022 Télévote | Ukraine     | Ukraine             | Aucun | Suisse                                                                        |
| 2023 Jury     | Australie   | Pas de jury         | Aucun | Pas de jury                                                                   |
| 2023 Télévote | Ukraine     | Moldavie            | Aucun | France Suisse                                                                 |
| 2024 Jury     | Suisse      | Pas de jury         | Croatie France Royaume-Uni | Pas de jury                                                                   |
| 2024 Télévote | Israël      | Ukraine             | Aucun | Luxembourg                                                                    |
| 2025 Jury     | Italie      | Pas de jury         | Aucun | Pas de jury                                                                   |
| 2025 Télévote | Israël      | Ukraine             | Aucun | Aucun                                                                         |